# Vanozza de’ Cattanei

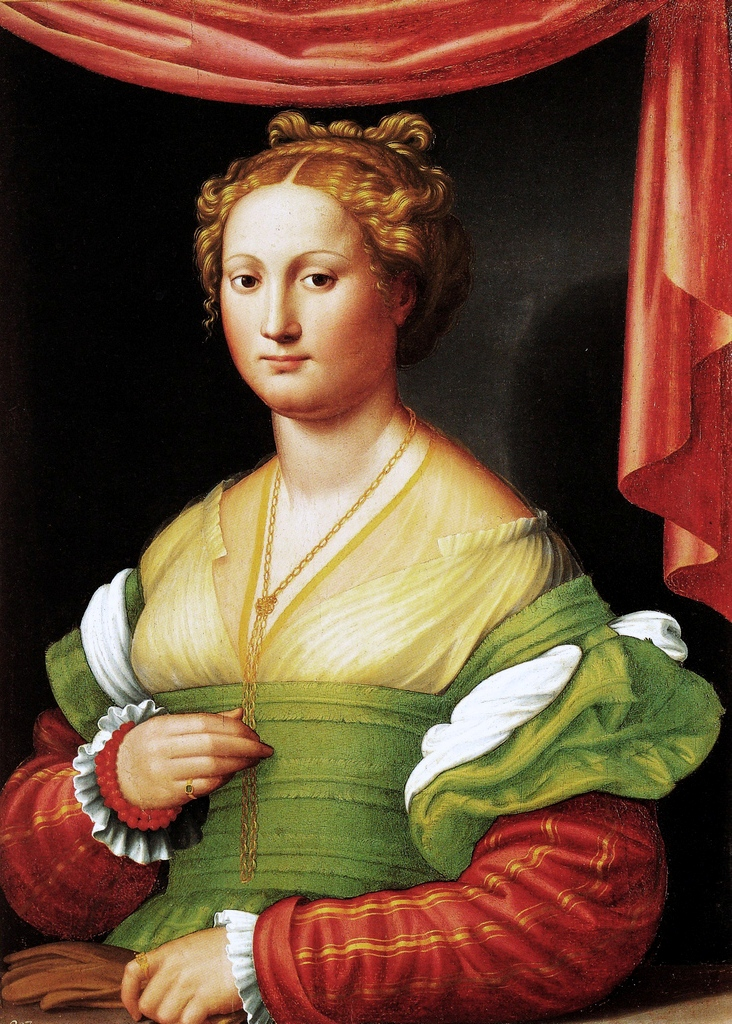
Vanozza de’ Cattanei; Ausschnitt des Porträts von Innocenzo Francucci; Galleria Borghese, Rom

Vanozza de’ Cattanei getauft als Giovanna Cattanei (* 13. Juli 1442; † 26. November 1518 in Rom) war die langjährige Lebenspartnerin des Kardinals Rodrigo Borgia (1431–1503), des späteren Papstes Alexander VI., und die Mutter seiner vier berühmtesten Kinder.

## Leben

### Herkunft und frühe Jahre
Über Herkunft und Kindheit der Vanozza de’ Cattanei sind so gut wie keine gesicherten Fakten überliefert. Dass sie aus einem Geschlecht kleiner römischer Edelleute stammte, lässt sich ebenso wenig schlüssig beweisen wie die Behauptung, dass sie das Kind einer ehrbaren, jedoch armen römischen Familie gewesen sei. Die Herkunft aus bescheidenem Haus wurde sogar damit zu begründen versucht, dass es sich beim Vornamen Vanozza angeblich um einen in Rom verbreiteten „plebejischen Familiennamen“ handle und nicht um das Diminutiv von Giovanna. Der venezianische Historiker Marin Sanudo († 1536) wiederum berichtet, dass Vanozza aus Mantua stammte, was unter anderem auch mit dem Hinweis untermauert wurde, dass der Zuname Cattaneo gerade dort besonders häufig anzutreffen sei. Für die Herkunft ihrer Familie aus Mantua sprechen auch einige erhaltene schriftliche Zeugnisse von ihr.
Aus einer Urkunde vom 20. Januar 1483 geht dagegen hervor, dass Vanozza die Tochter „Jacopo Pinctoris [übersetzt: ‚Jacopos des Malers‘] aus dem Ponte-Viertel“ in Rom und seiner Frau Menica war, die zum Zeitpunkt der Ausstellung der Urkunde bereits verwitwet war. Vermutlich hatte sich der Vater – wie damals viele andere wenig begüterte Handwerker und Künstler – wegen der größeren beruflichen Möglichkeiten in der Tiberstadt niedergelassen. Für diese Annahme spricht auch, dass aus dem erhaltenen Schriftgut so gut wie keine in Rom lebenden Verwandten Vanozzas bekannt sind. Die Überlegung, dass ihre Verwandten – wenn es sie gegeben hätte –, der Versuchung, in irgendeiner Form materielles Kapital aus der Beziehung Vanozzas zum Kardinal Rodrigo Borgia zu schlagen, wohl nicht zu widerstehen vermocht hätten, ist jedenfalls nicht von der Hand zu weisen.
Materielle Sorgen brauchten sich Mutter und Tochter nach Jacopos Tod mit Sicherheit keine mehr zu machen, da Vanozza damals schon etwa zehn Jahre mit dem Kardinal Borgia liiert war und ihm bereits vier Kinder geboren hatte. Wie und wovon Vanozza jedoch gelebt hatte, bevor sie dem Kardinal und späteren Papst Alexander VI. begegnet war, ist unbekannt. Dass sie die langjährige Mätresse des Kardinals war, ist sicher, dass sie schon in jungen Jahren „eine berühmte Kurtisane“ gewesen sei, hingegen bloße Spekulation.

### Ehen und Beziehung mit Kardinal Borgia

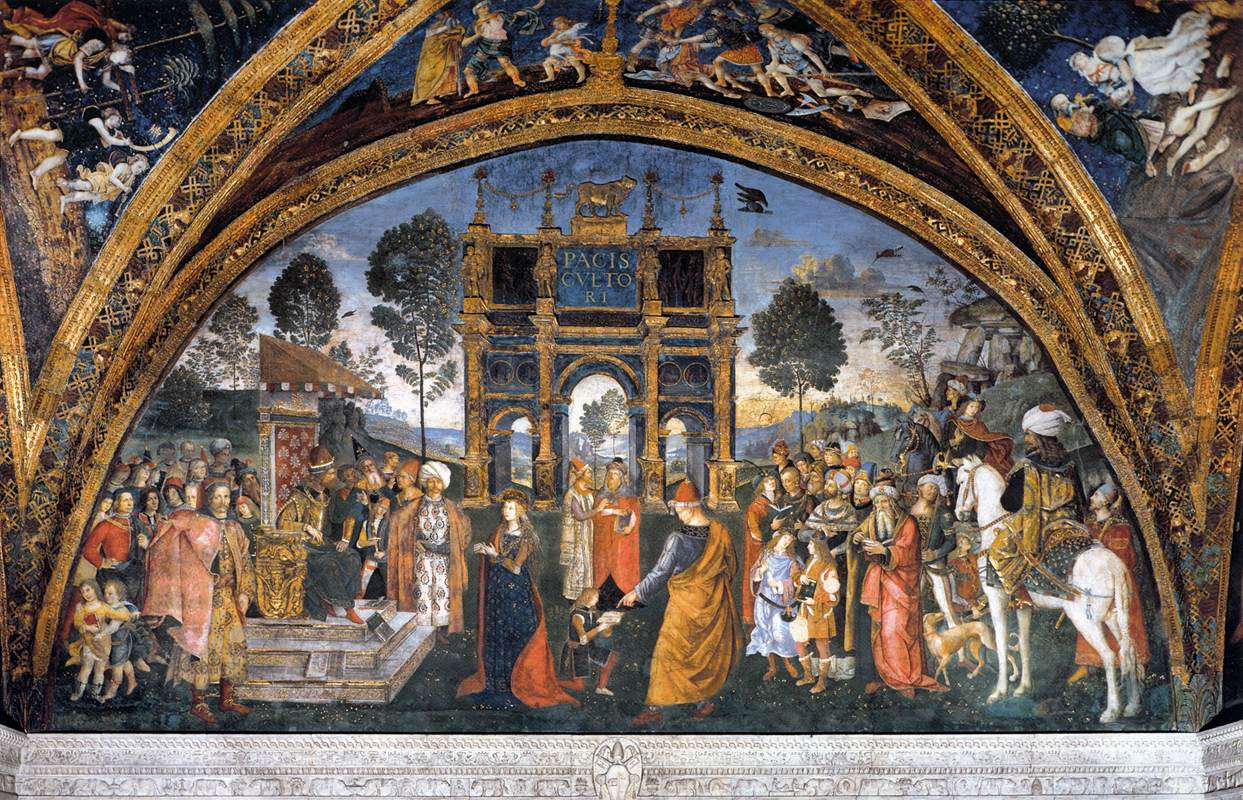
Die Verteidigung der heiligen Katharina von Pinturicchio. Die Kinder Rodrigo Borgias dienten wahrscheinlich als Vorlage für einige Figuren auf diesem Gemälde.

Wann und wo Vanozza dem rund zehn Jahre älteren Rodrigo Borgia das erste Mal begegnete, lässt sich nicht mehr feststellen. Am wahrscheinlichsten ist, dass das Verhältnis mit ihm in der ersten Hälfte der 1470er Jahre seinen Anfang nahm, vermutlich in der Zeit zwischen Winter 1473 und dem ersten Halbjahr 1474, nachdem Rodrigo aus Spanien zurückgekehrt war, wo er als Legat (Botschafter) Papst Sixtus’ IV. erfolgreiche politische Verhandlungen geführt hatte.
Als Vanozzas Liaison mit dem Kardinal begann, war sie bereits über 30 Jahre alt und nach den Maßstäben der damaligen Zeit keine junge Frau mehr. Rodrigo Borgia, von dem es allgemein hieß, er ziehe schöne Frauen genauso an, wie ein „Magnet … Eisenspäne“, hatte schon zuvor einige Mätressen gehabt und war bereits Vater von drei illegitimen Kindern. Vanozza war jedoch die einzige Frau, mit der er eine dauerhafte Beziehung unterhielt, und für die vier gemeinsamen Kinder empfand er eine tiefere Zuneigung als für seine anderen illegitimen Sprösslinge. Das älteste der vier Kinder, Cesare, wurde 1475 geboren; danach folgten 1476 Juan bzw. Giovanni, 1480 Lucrezia und 1481 Jofré. Die vier Geschwister wurden später auch zu den wichtigsten „Figuren“ der politischen Pläne ihres Vaters, die darauf abzielten, seine Familie zu einer mächtigen Dynastie zu erheben und ihr ein ständiges Herrschaftsgebiet in Italien zu sichern. Zu diesem Zweck stattete der Vater seine Sprösslinge mit Ämtern, Pfründen und Titeln aus, arrangierte Ehen und ließ sie wieder scheiden, sobald sie seinen politischen Absichten nicht mehr entsprachen.
Zu seinen Vaterschaften bekannte sich Rodrigo Borgia nicht nur öffentlich, sondern ließ sie später sogar notariell anerkennen, womit auch Vanozza als Mutter offiziell anerkannt war. Damit verstieß er in eklatanter Weise gegen eine in Kirchenkreisen ungeschriebene Regel, die besagte, dass ein Kleriker, der fleischlich sündigte, das zumindest tun sollte, ohne Aufsehen zu erregen. Ein gewisses Mindestmaß an Verschleierung war aber auf Dauer unumgänglich, denn eine Quasi-Gemahlin an der Seite des Kardinals Borgia, der seit 1476 als Kardinaldekan auch Vorsteher des Kardinalskollegiums war, wäre dessen weiterer kirchlicher Karriere zweifellos nicht förderlich gewesen. Nicht zuletzt deshalb ist auch die Vermutung angestellt worden, dass Vanozzas Ehe mit Domenico d’Arignano, einem Verwaltungsbeamten des Kirchenstaates, einige Zeit vor der Geburt Cesares eingefädelt worden ist, um die Vaterschaft des Kardinals zu vertuschen. Als Domenico starb, der – wie bereits die Zeitgenossen süffisant bemerkt hatten – im Rahmen seiner Berufstätigkeit viel auf Reisen gewesen war, fehlte allerdings für etwa fünf Jahre ein Deckmantel in Form eines Ehemannes Vanozzas.
1480 oder 1481 verheiratete der Kardinal Vanozza erneut. Neuer Gemahl wurde Giorgio di Croce, ein aus Mailand stammender apostolischer Sekretär Sixtus’ IV., der ebenfalls oft auf Reisen war. Das Paar bewohnte in Rom ein Haus, das nicht allzu weit vom Domizil des Kardinals entfernt gelegen haben soll, und hatte einen Sohn, der auf den Namen Ottavio getauft wurde. Nachdem di Croce 1486 gestorben war – der Sohn Ottaviano folgte dem Vater kurz darauf nach – stiftete Kardinal Borgia eine weitere Ehe, diesmal mit dem aus Mantua stammenden und humanistisch gebildeten Carlo Canale, dem ehemaligen Sekretär des Kardinals Francesco Gonzaga († 1483). Diese im Juni 1486 abgeschlossene dritte Ehe hatte jedoch keine Alibifunktion mehr, sondern diente lediglich der Versorgung der inzwischen im 44. Lebensjahr stehenden Ex-Geliebten des Kardinals für den Fall seines Ablebens. Dem mittellosen Ehegatten brachte diese Verbindung nicht nur eine stattliche Geldsumme ein, sondern auch ein Amt in der Kurie.

### Letzte Lebensjahrzehnte

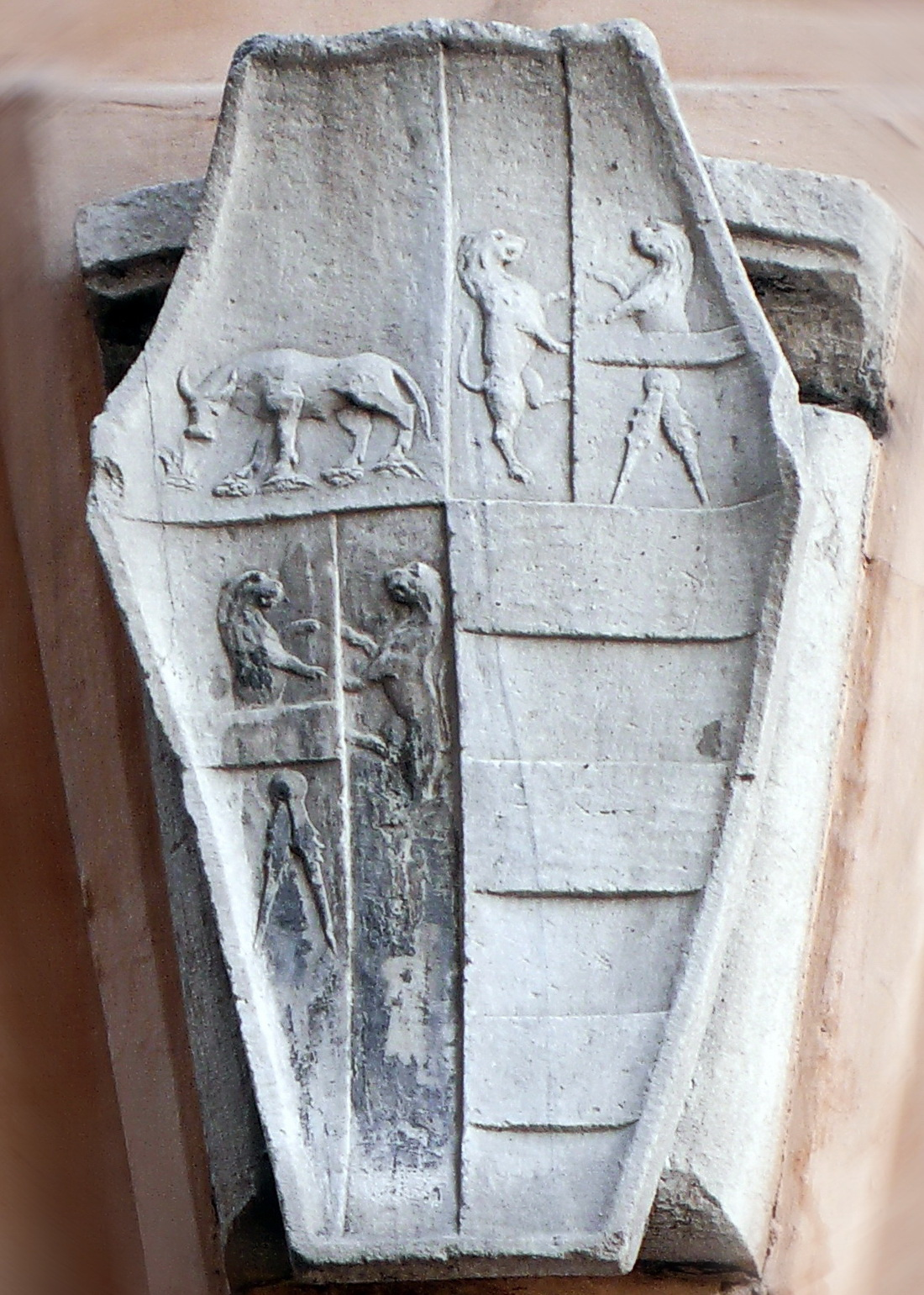
Vannozza Cattanei, Wappen, Vicolo del Gallo, Rom

Zur Zeit ihrer dritten Eheschließung hatte Vanozza ihre Position als Favoritin des Kardinals Borgia längst an jüngere „Mitstreiterinnen“ abtreten müssen, von denen allerdings nur mehr Giulia Farnese aus der Anonymität heraustreten sollte. Dennoch wurde sie von ihrem einstigen Liebhaber weiter großzügig versorgt, selbst als dieser 1492 Papst geworden war. Seine finanziellen Zuwendungen ermöglichten es Vanozza, wie eine Adelige zu leben, die sie von Geburt her mit einiger Sicherheit nicht war. Mit der Zeit wurde sie eine vermögende Frau, der in Rom drei Herbergen und mehrere Wohnhäuser gehörten. Daneben betrieb sie auch noch ein einträgliches Nebengeschäft als Pfandleiherin. Der soziale Aufstieg Vanozzas wurde schließlich mit der Verleihung des Namens und des Wappens der Borgia, das ein Stier zierte, gekrönt. Einen festen Platz im Machtgefüge der Kurie erhielt sie allerdings nicht. Im Gegensatz zu ihren Kindern, „die im Machtzentrum der Kirche ein und aus gingen … blieb Vanozza räumlich und funktional marginalisiert.“ Daran änderten auch die Briefe an Alexander VI. nichts, in denen sie an die alten Zeiten und die einstige innige Verbundenheit der beiden erinnerte.
In der letzten Phase ihres Lebens betätigte sich Vanozza vor allem als Stifterin und Wohltäterin, die zahlreiche karitative Einrichtungen unterstützte und so wohl hoffte, ihre einst begangenen „Sünden“ durch „Werke der Frömmigkeit“ sühnen zu können. Obwohl Vanozza ihre Verbindung mit der Familie Borgia nie verhehlte, wurde sie von den zahllosen Feinden, die sich die Borgia gemacht hatten, nicht behelligt. Auch die Schutzmaßnahmen, die Cesare 1503 nach dem Tod Alexanders VI. und dem Zusammenbruch der Machtstellung der Borgia für die Mutter ergriff, erwiesen sich als vollkommen unnötig. Vanozza stand schon längst im Ruf, eine ehrbare Frau zu sein. Das wurde auch vom Geschichtsschreiber Paolo Giovio (1483–1552; latinisiert: Jovius), der Vanozza persönlich kennengelernt hatte, jedoch der Familie Borgia feindlich gesinnt war, nicht bestritten. Er schrieb über sie sogar, dass „sie eine rechtschaffene Frau gewesen“ sei.

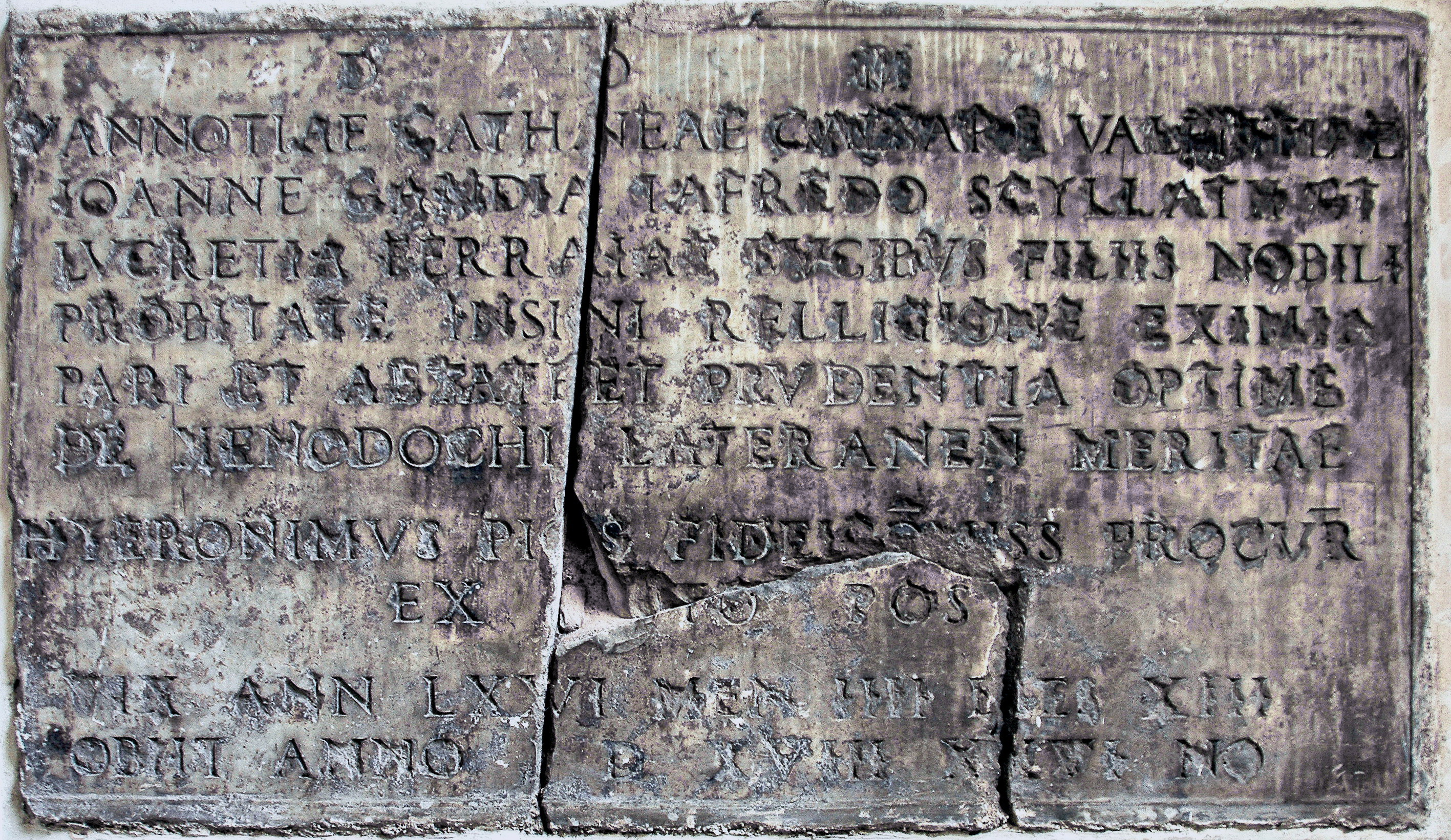
Grabplatte der Vannozza Cattanei

Vanozza starb am 26. November 1518 in Rom im Alter von 76 Jahren – für damalige Verhältnisse also als hochbetagte Frau. Ihr Begräbnis konnte an Pomp mit dem eines Kardinals wetteifern. Die letzte Ehre erwiesen der Verstorbenen nicht nur die Bruderschaft des Gonfalone, der viele angesehene Bürger Roms angehörten und deren Mitglied sie auch gewesen war, sondern sogar Angehörige des Hofstaates Papst Leos X. Beigesetzt wurde Vanozza neben ihrem zweiten Mann Giorgio di Croce und ihren Söhnen Juan und Ottavio in der Familienkapelle, die sie in der angesehenen Kirche Santa Maria del Popolo hatte errichten lassen. Die Inschrift auf ihrem Grabstein verkündete nicht ohne Stolz, dass sie die Mutter der vier berühmtesten Kinder Alexanders VI. war. Die Ruhe, die sie im Leben hatte, wurde ihr im Tod allerdings nicht zuteil. 1594 wurde ihr Grabmal auf Anordnung von Papst Clemens VIII. abgetragen. Das reformierte Papsttum gestattete die Erinnerung an diese Tote nicht mehr. Ihre Grabplatte blieb jedoch erhalten und wurde später im Portikus der Basilika San Marco angebracht.

## Persönlichkeit und Aussehen

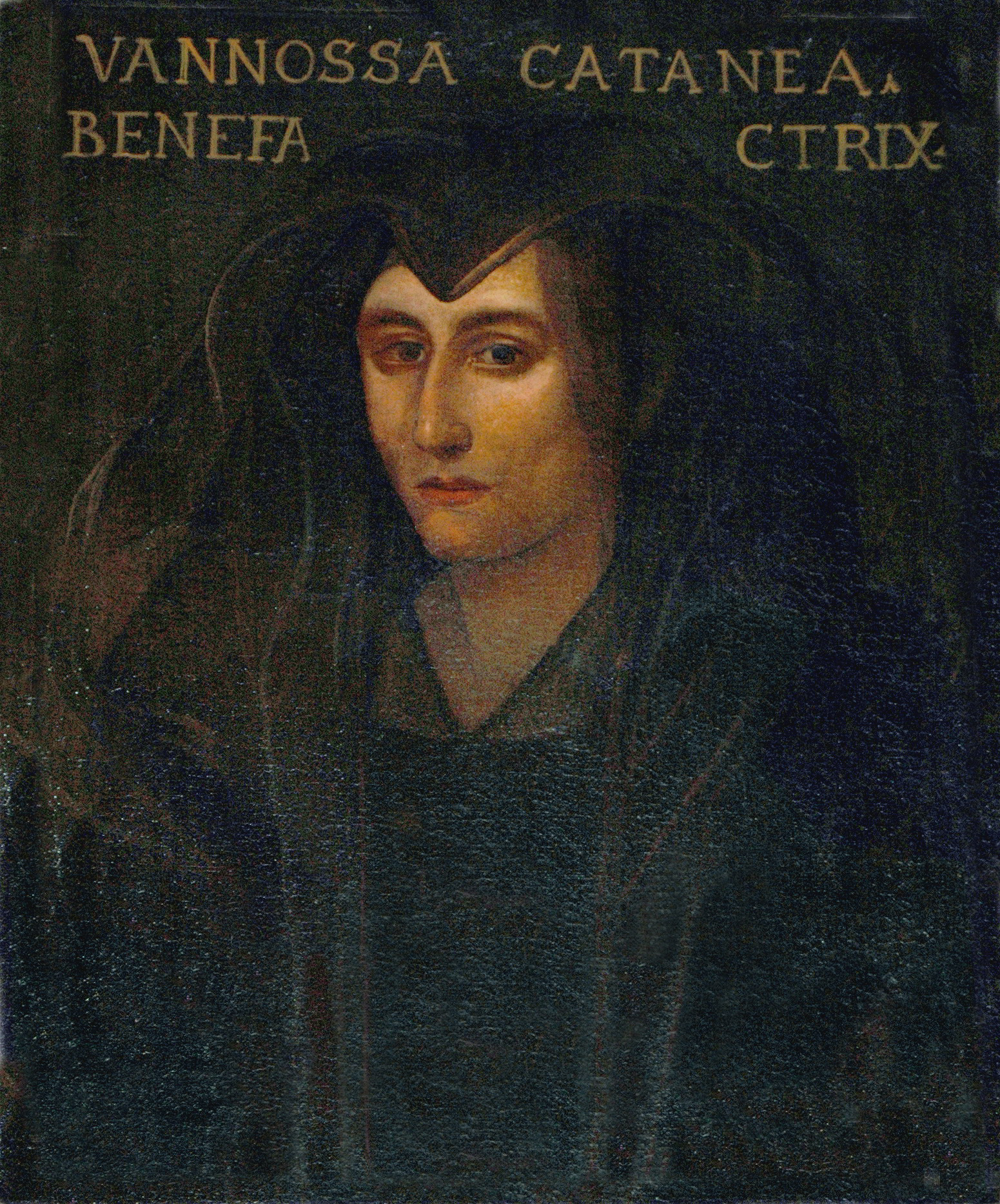
Vanozza de’ Cattanei als Wohltäterin

Zwei Porträts haben sich erhalten, bei denen es sich nach alten und glaubwürdigen Überlieferungen um Darstellungen der Vanozza de’ Cattanei handelt. Sie weisen eine große Ähnlichkeit auf und zeigen beide eine Frau in mittleren Jahren, mit ovalem Gesicht, einer langen, schmalen Nase, die auch bei Cesare Borgia zu finden ist, und einem kleinen, schön geformten Mund. Auf einem der Porträts ist Vanozza mit einem um den Kopf gewundenen Tuch und einem leicht melancholisch wirkenden Blick dargestellt, während jenes von Innocenzo Francucci eine Frau mit wachem, kritischem Blick zeigt. Bei der Darstellung von Francucci handelt es sich allerdings um ein Werk der Memoria, das die Erinnerung an die Verstorbene lebendig halten sollte. Interessant an diesem Bild ist, dass Vanozza mit einem doppelten Korallenarmband am rechten Handgelenk dargestellt ist: Korallen galten in ihrer Zeit als Abwehrmittel gegen den „bösen Blick“ und – angesichts des üblen Rufes der Borgia aus der Sicht des Malers wohl wichtiger – gegen üble Nachrede.
Die Schlussfolgerung, dass Vanozza de’ Cattanei „eine bemerkenswerte Frau gewesen sein [muss], um [Rodrigo Borgias] Zuneigung gewinnen und behalten zu können“ ist sicher zutreffend. Dafür spricht auch, dass der spätere Papst ihr selbst dann noch verbunden blieb, als ihre körperliche Beziehung längst beendet war. Die „wahren“ Gefühle, die hinter dieser Beziehung standen, lassen sich allerdings anhand der erhaltenen Quellen nur sehr schwer ergründen, da selbst vollkommen „privat“ scheinende Schriftstücke damals im Allgemeinen nach bestimmten literarischen Regeln abgefasst wurden und daher einen großen Anteil von Floskeln und Gemeinplätzen aufweisen. Dass das Paar „[z]wanzig Jahre lang … in romantischer Zweisamkeit zusammen[lebte]“ ist jedenfalls eine Behauptung, für die sich in den Quellen keine ausreichende Bestätigung finden lässt.
Sicher ist hingegen, dass Vanozza zeit ihres Lebens ein inniges Verhältnis zu ihren Kindern hatte – obwohl sie nur einen Teil ihrer Kindheit im Haus der Mutter verbracht hatten. Die Kinder weilten auch später noch hin und wieder als Gäste im Haus Vanozzas in Rom. Cesare betraute seine Mutter sogar mit administrativen Aufgaben im Kirchenstaat und die Verbindung zu ihrer Tochter Lukrezia hielt sie bis an ihr Lebensende aufrecht. Doch auch in diesem Zusammenhang scheint sich Vanozza offenbar der Standesgrenzen bewusst gewesen zu sein. Sie verstand es in der Öffentlichkeit und in ihren Briefen die Form zu wahren, indem sie es an Ehrerbietung gegenüber den Kindern, die vom Vater allesamt zu geistlichen und weltlichen Größen gemacht worden waren, nie fehlen ließ.